# I'll See You in C-U-B-A
«I'll See You in C-U-B-A» (en español «Te veré en C-U-B-A») es una canción popular de foxtrot de Tin Pan Alley  de 1919 escrita por Irving Berlin para la revista musical The Greenwich Village Follies. The Follies abrió por primera vez el 15 de julio de 1919.
La música presenta un ritmo y una melodía sencillos y no presenta influencias musicales cubanas directas. Su letra se destaca por expresar «un desdén cómico por los beneficios de la prohibición para la sociedad» en respuesta a la aprobación de la Decimoctava Enmienda el 16 de enero de 1919 y por publicitar a Cuba como destino turístico.

## Contenido
En la canción, la cantante convence al público de viajar a Cuba «donde fluye el vino», como respuesta a la prohibición del alcohol en Estados Unidos en 1920. También personifica las relaciones amistosas entre Cuba y los Estados Unidos, antes de la era de la Revolución cubana. Como anuncio de viajes, la canción refleja el estatus de Cuba a principios del siglo XX como America's playground («patio de recreo de Estados Unidos»), una etiqueta que muchos cubanos «llegarían a resentir» en las décadas posteriores.
La Universidad de Illinois ha comparado su contenido con otras canciones de Tin Pan Alley, incluyendo «Sahara (We'll Soon Be Dry like You)» de Jean Schwartz y «I've Got the Alcoholic Blues» de Albert von Tilzer, mientras que America's Songs lo comparó con «You Don't Need the Wine to Have a Wonderful Time» escrita por Harry Akst y Howard E. Rogers para el cantante de comedia Eddie Cantor.

### Antecedentes
Antes de escribir la canción, Irving Berlin compuso «There's a Girl in Havana» en 1911, con letra escrita por E. Ray Goetz. Un año después, la hermana de E. Ray Goetz, Dorothy Goetz, se casó con Irving Berlin y pasaron sus vacaciones de luna de miel en La Habana. Aunque Dorothy contrajo fiebre tifoidea mientras estaba en Cuba y murió cinco meses después en Nueva York, el viaje fue uno de los únicos recuerdos que Berlin tuvo de Dorothy. El historiador musical Timothy Storhoff ha afirmado que su luna de miel en Cuba sirvió como inspiración directa para «I'll See You in C-U-B-A».

## En la cultura popular
En enero de 1920, la canción fue grabada por el vocalista pop Billy Murray bajo el sello Victor. Bing Crosby y Trudy Erwin interpretaron un dueto de la canción en octubre de 1946, y Nat King Cole grabó la canción el 2 de noviembre de 1956.

## Letras y música
Tanto la música como la letra fueron compuestas por Berlin c. 1919.
La partitura fue publicada en 1920 por Irving Berlin Inc., 1587 Broadway.

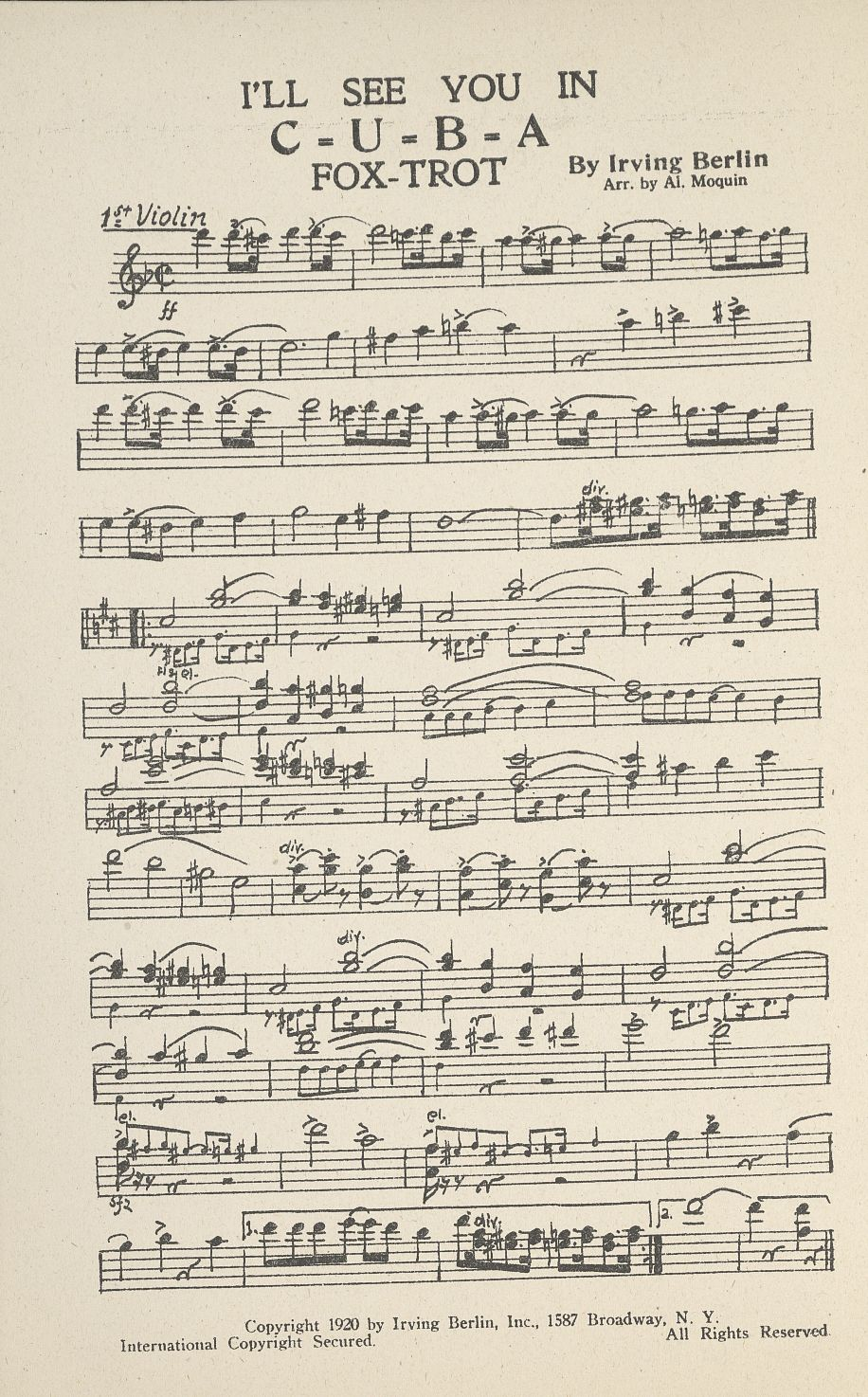
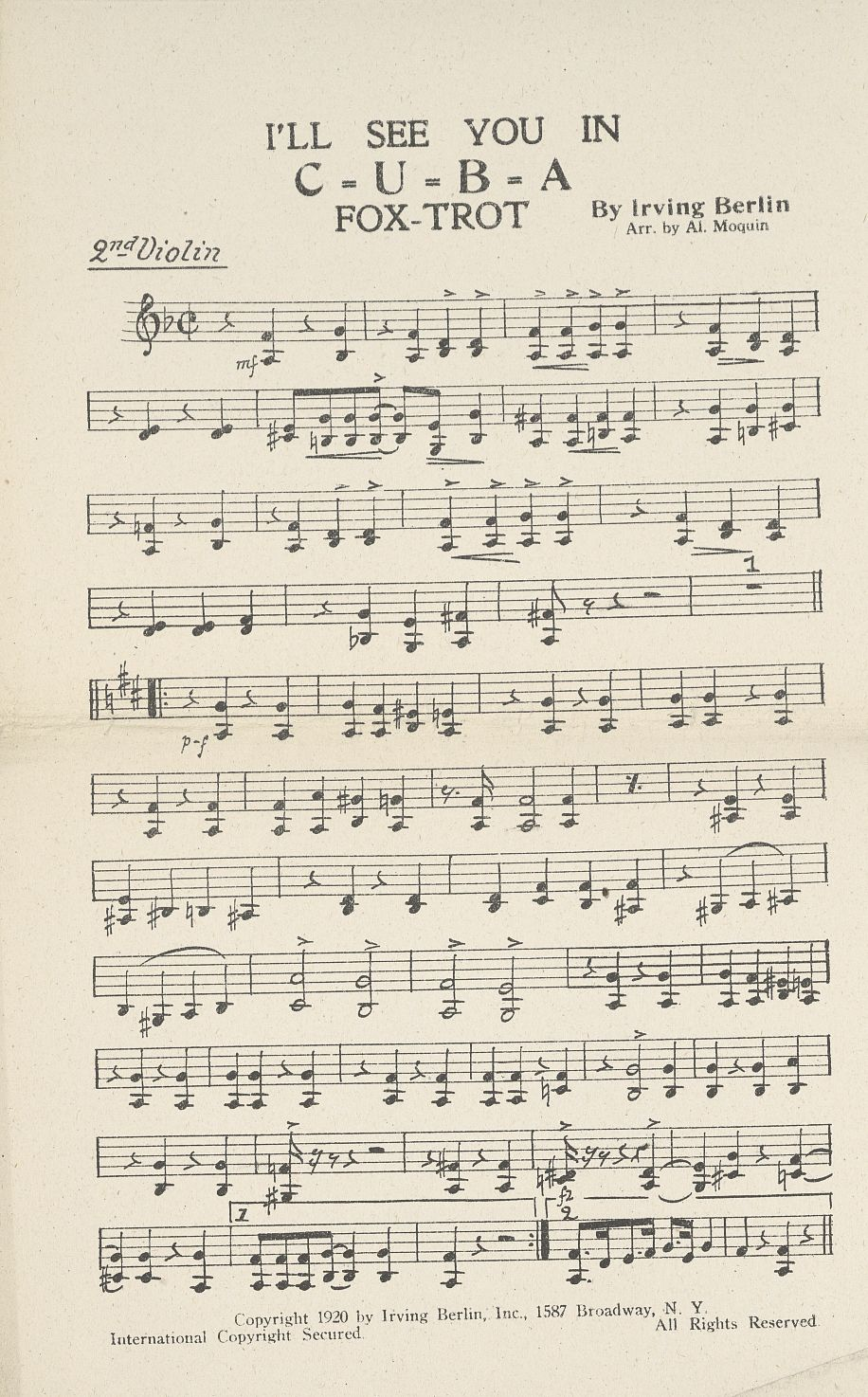
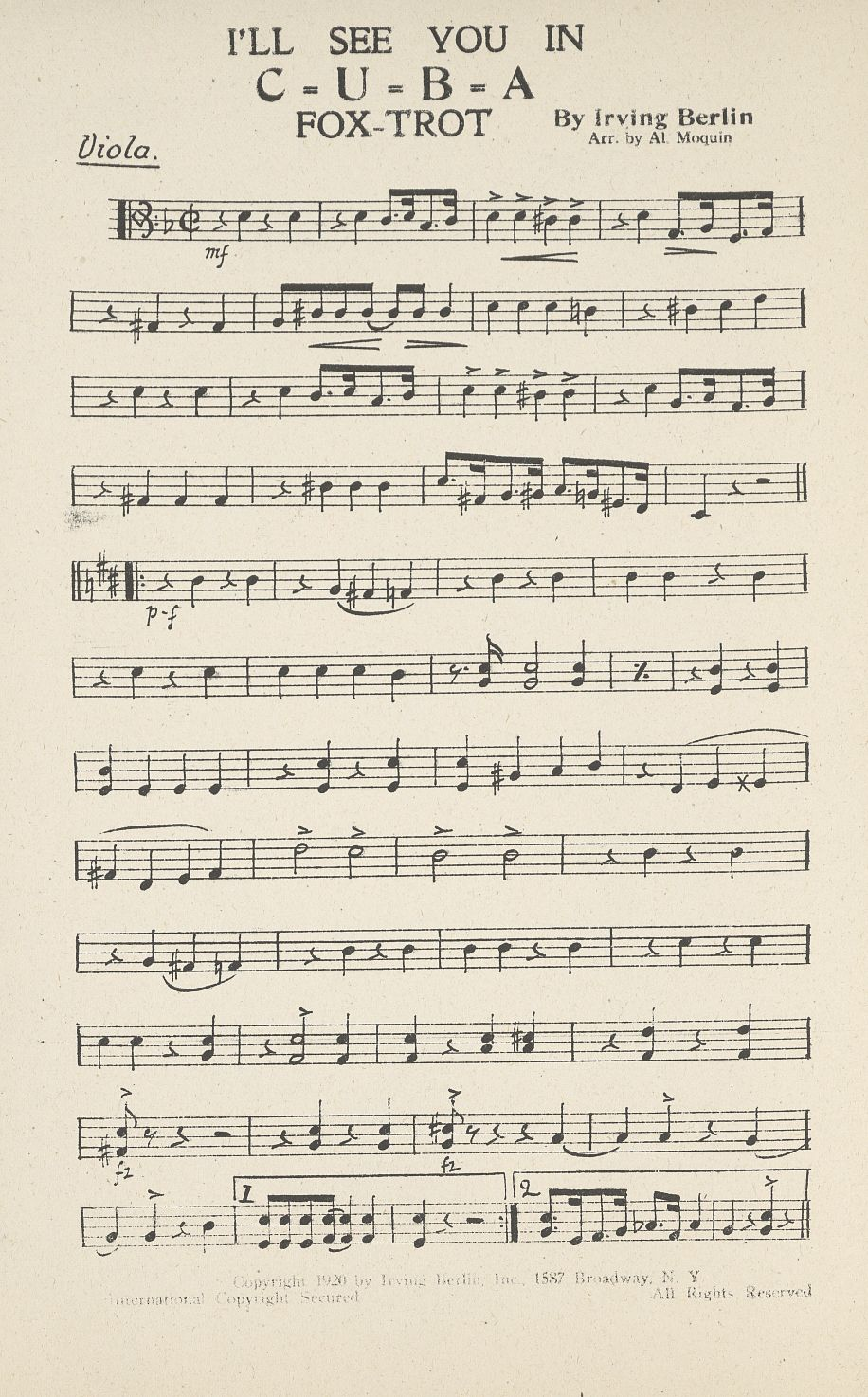
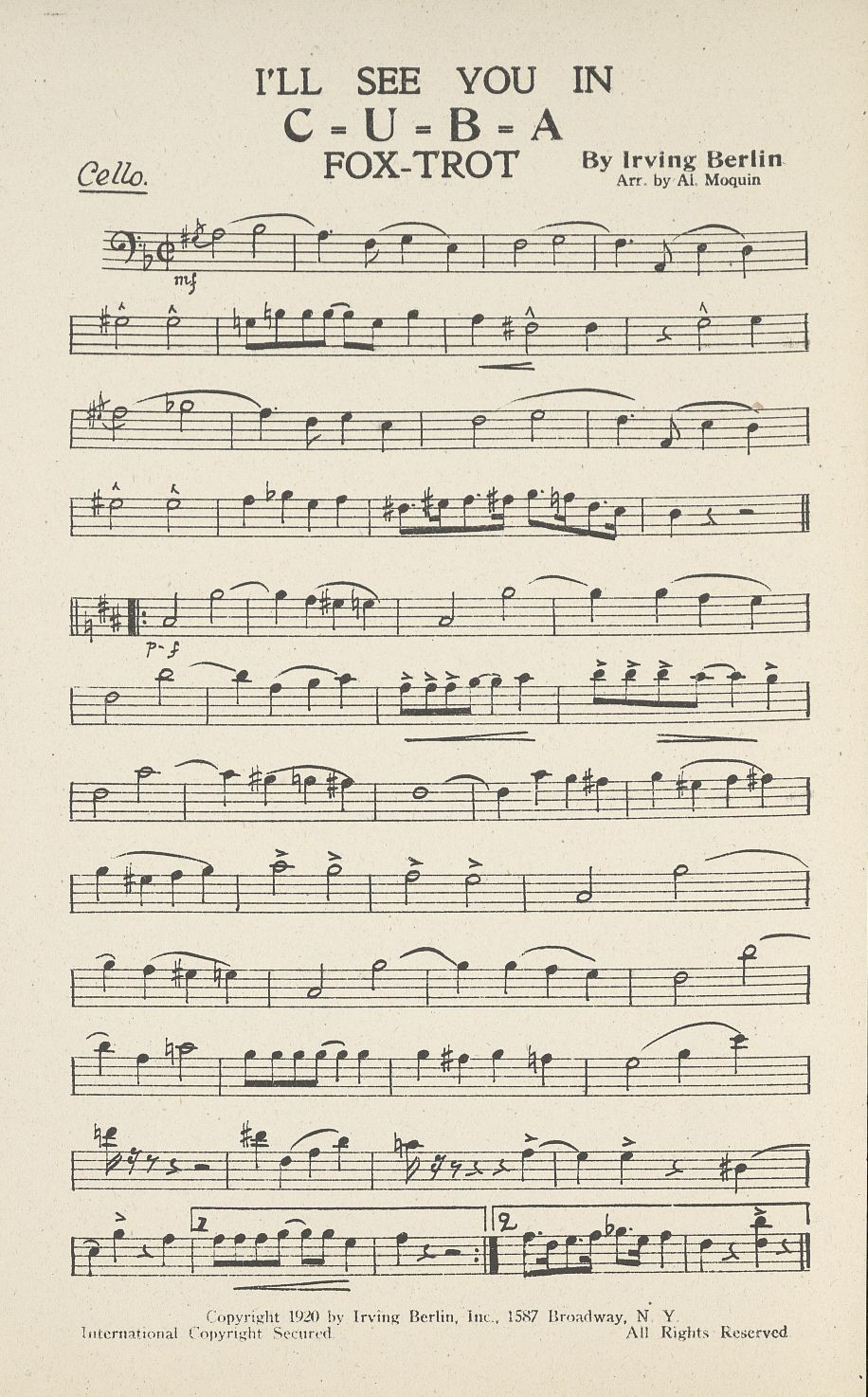
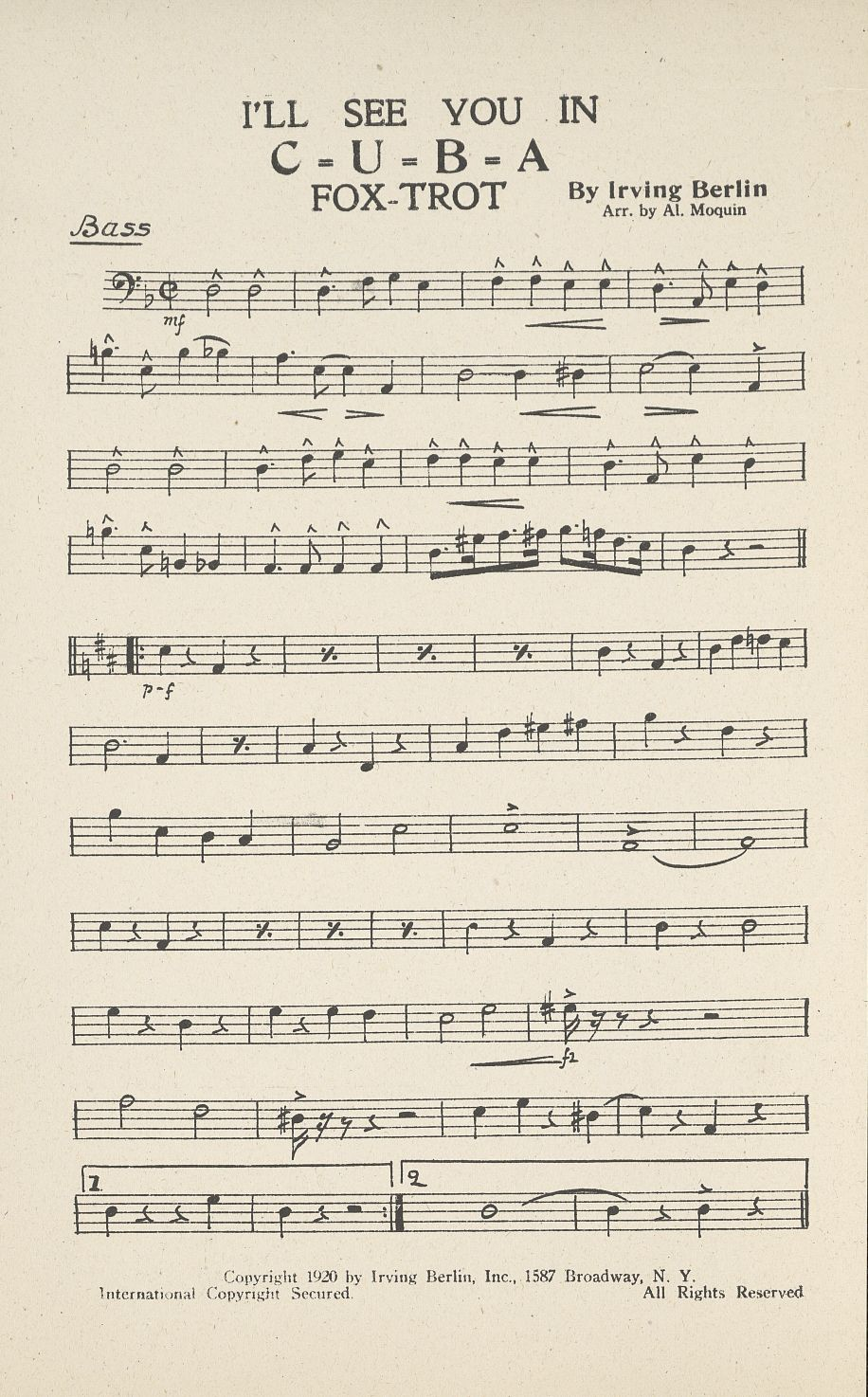
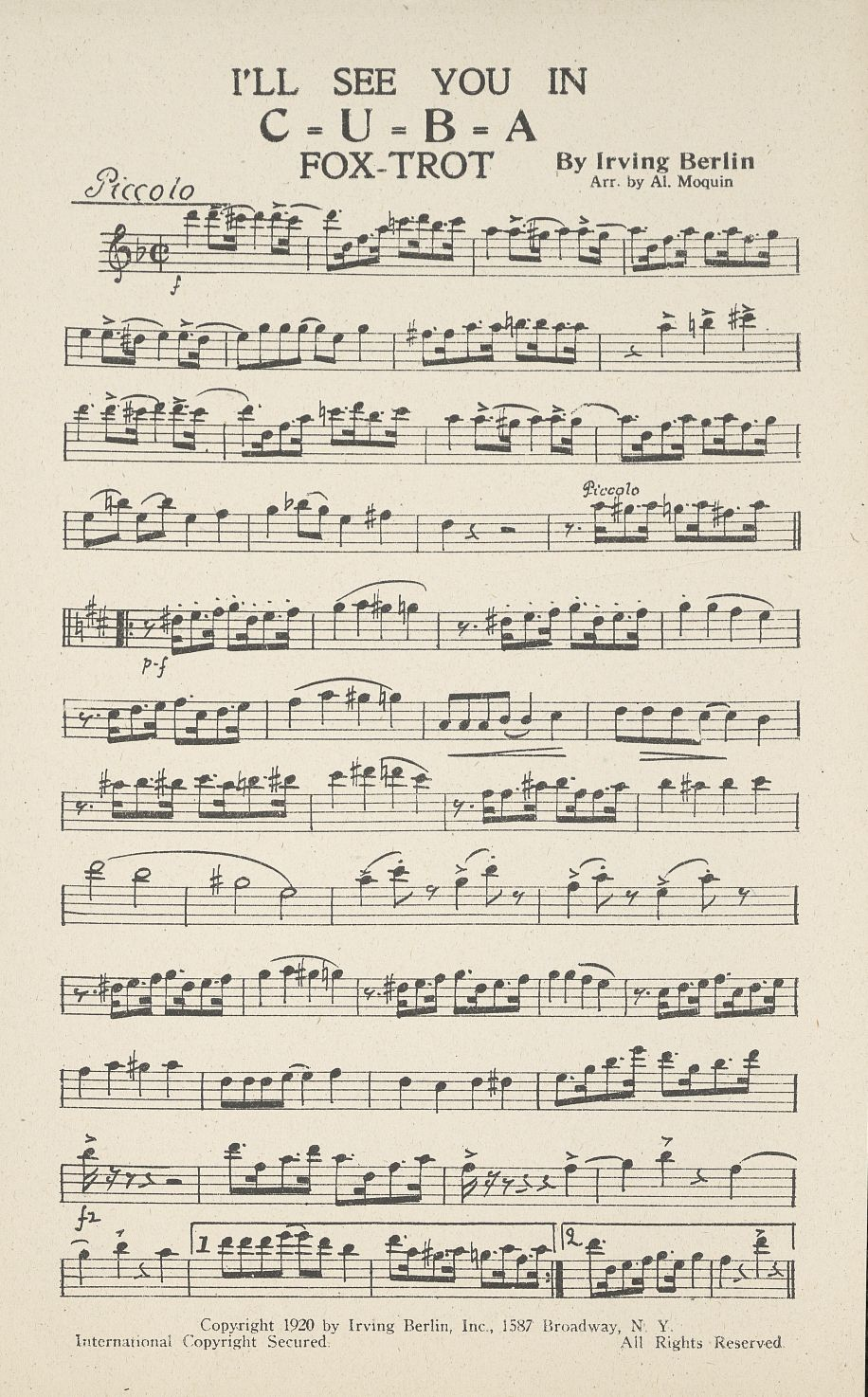
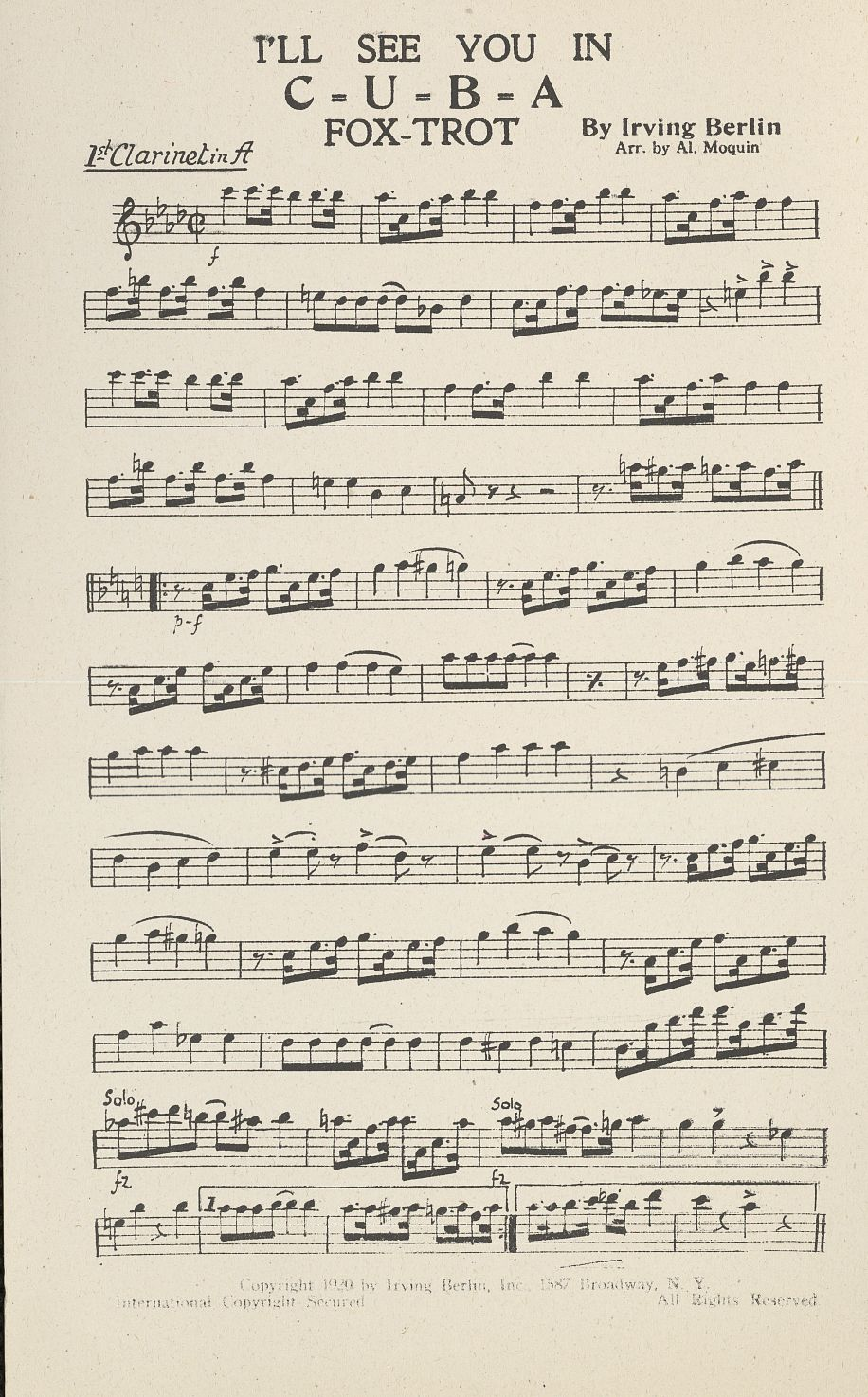
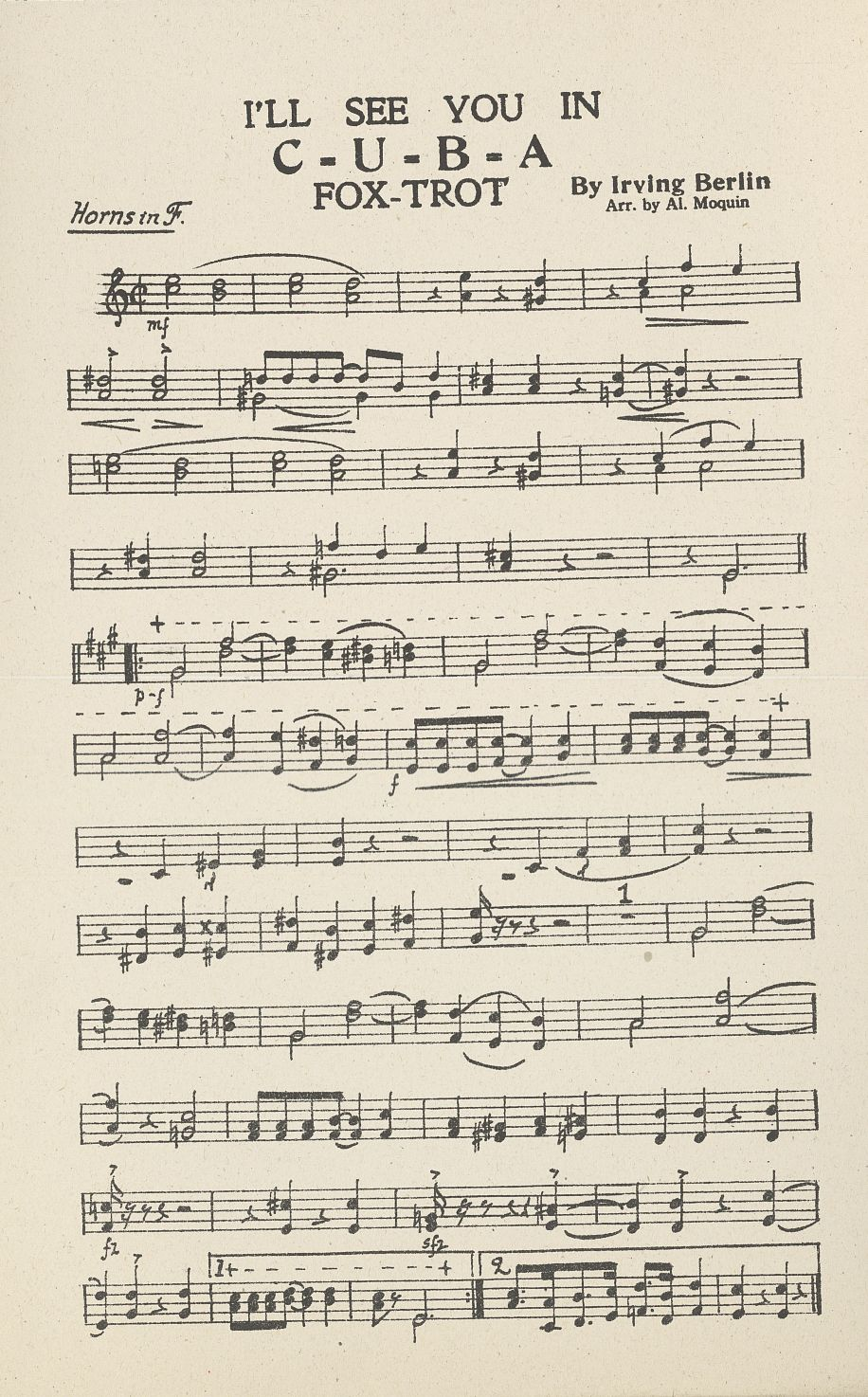
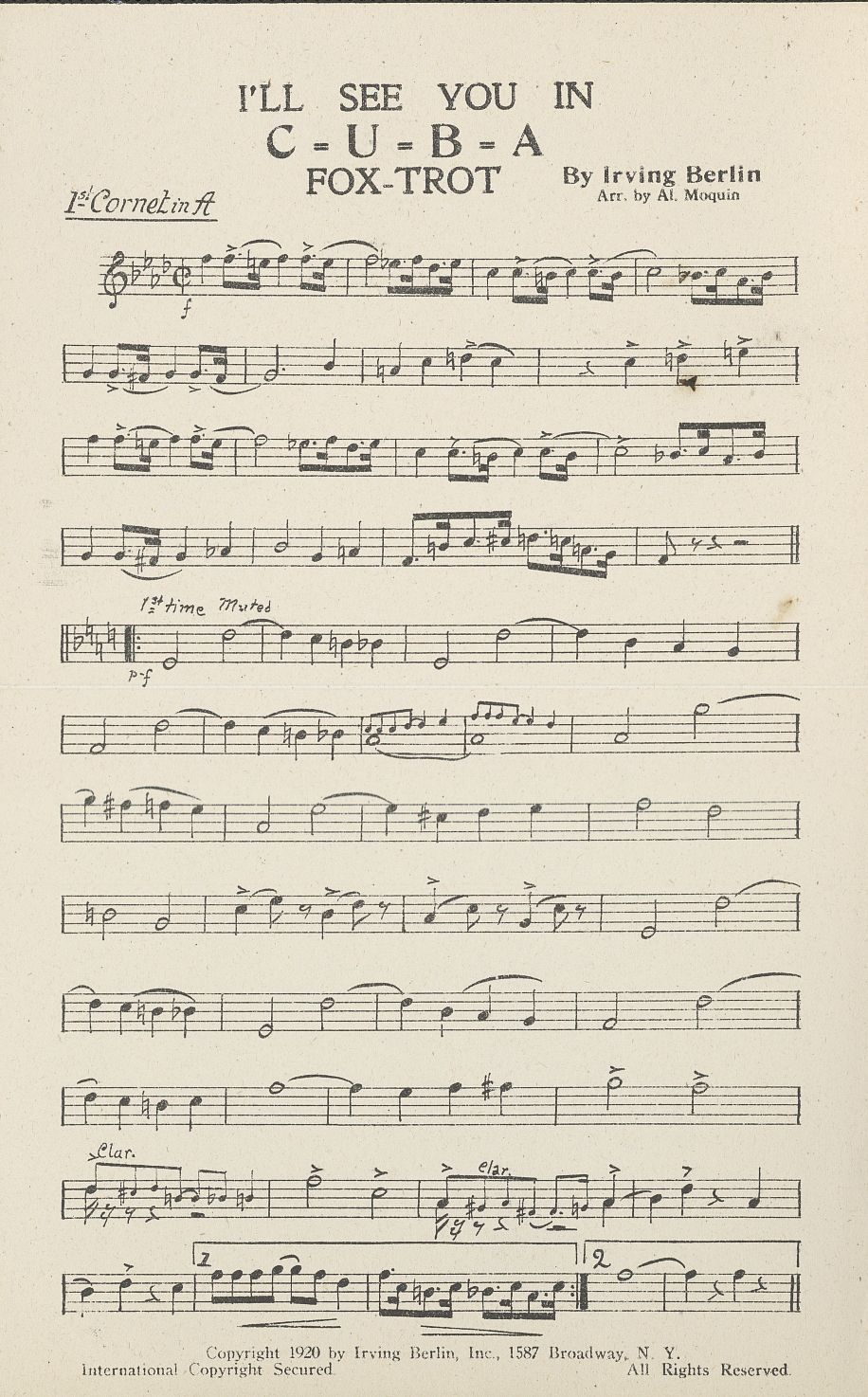
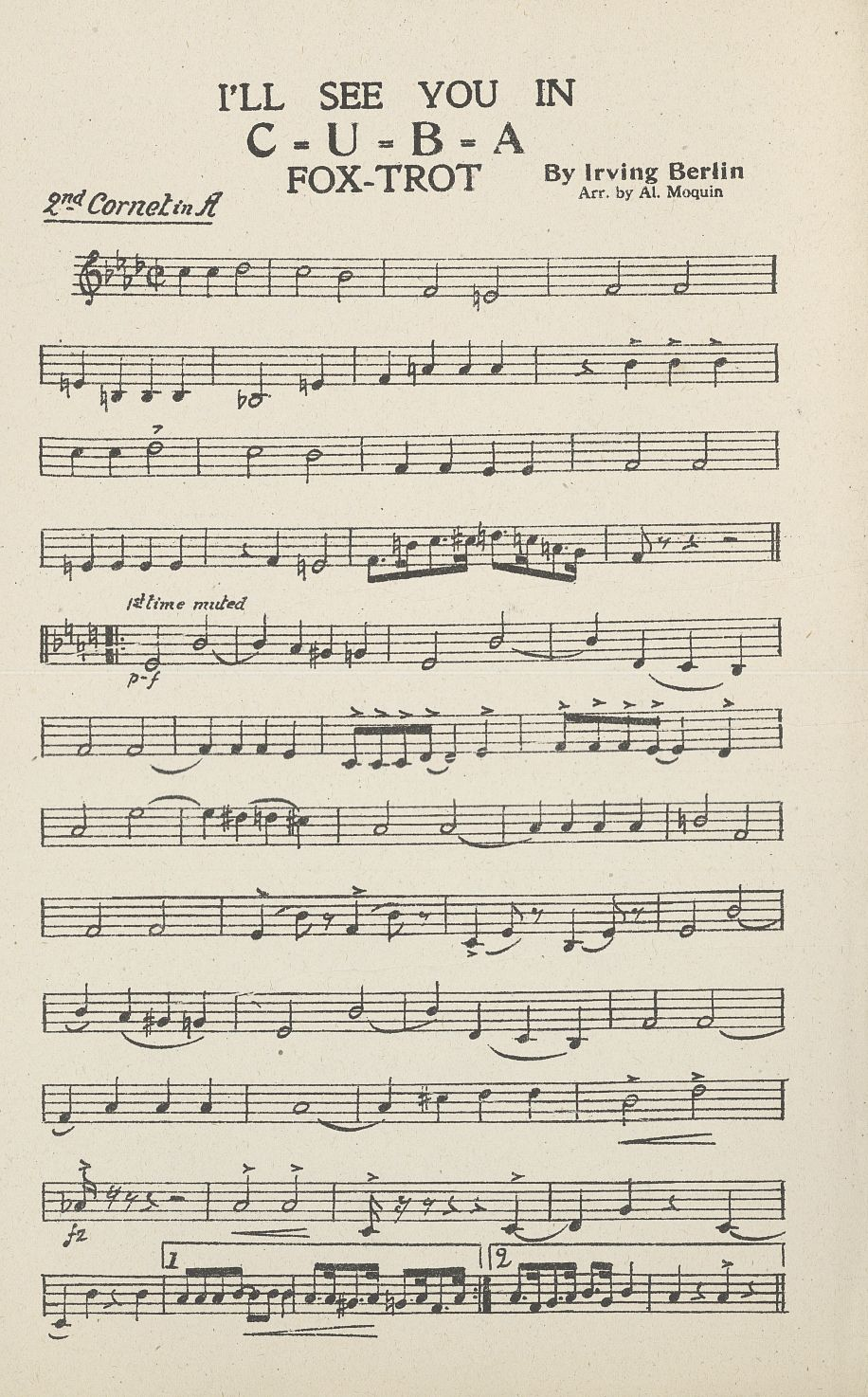
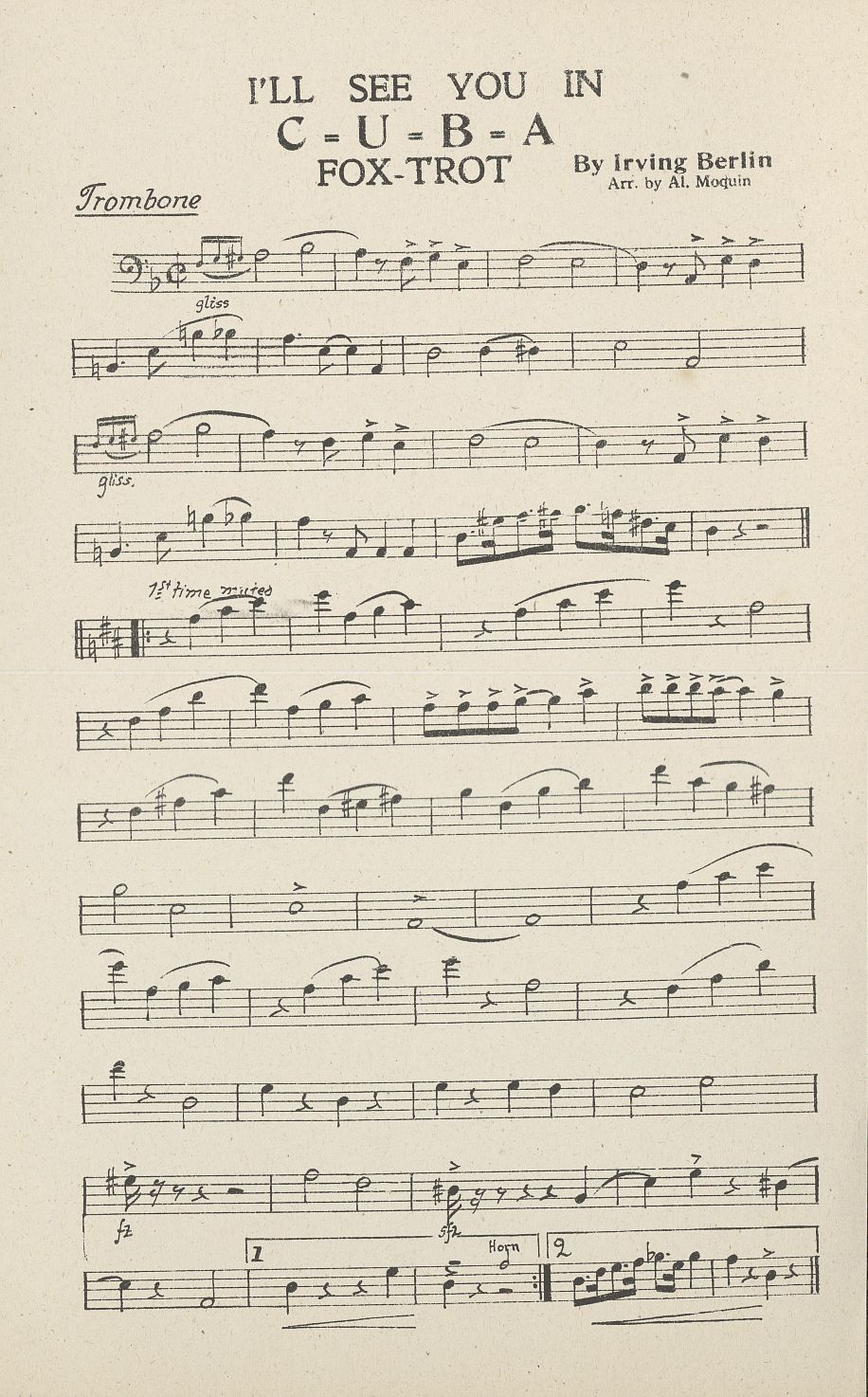
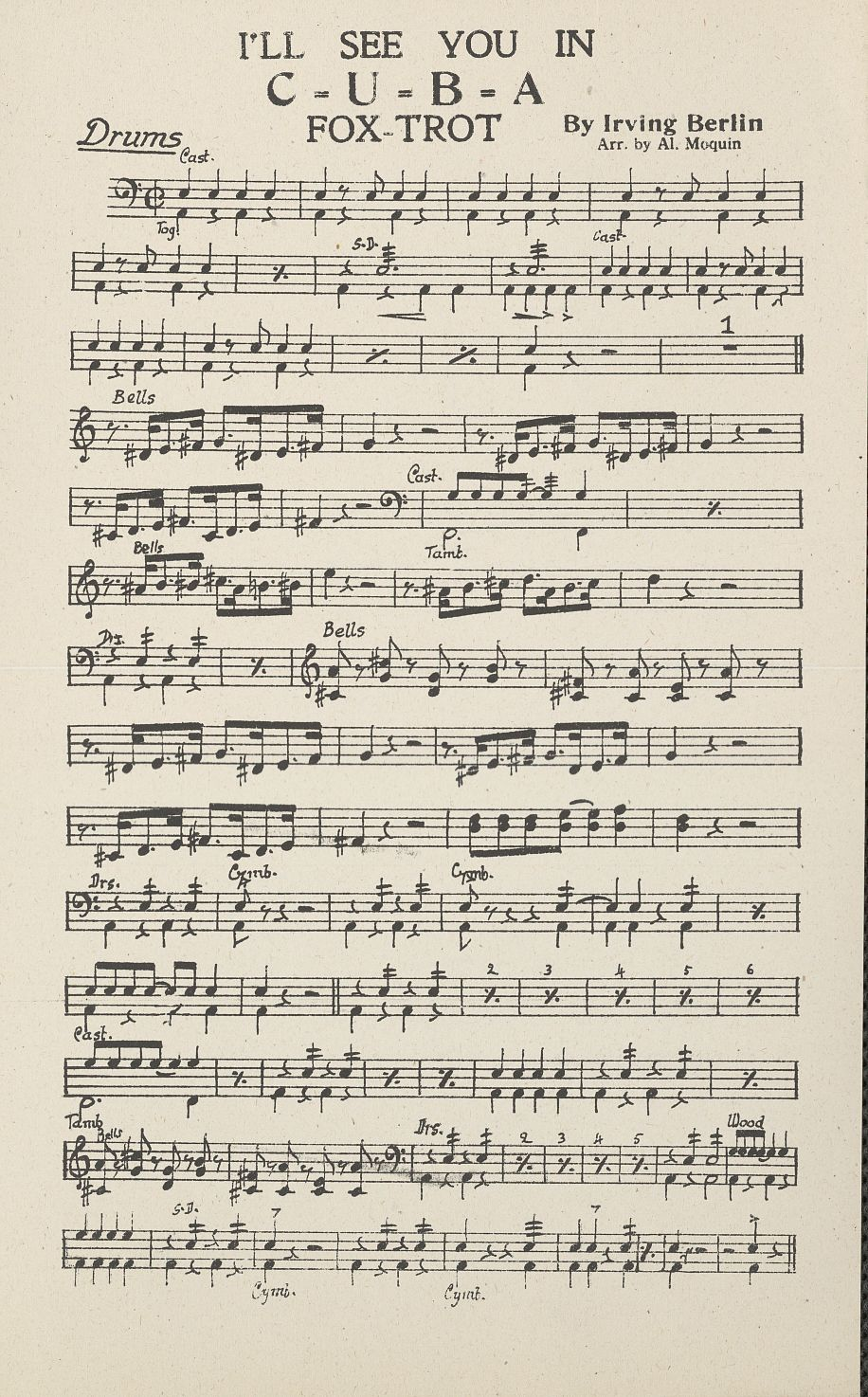
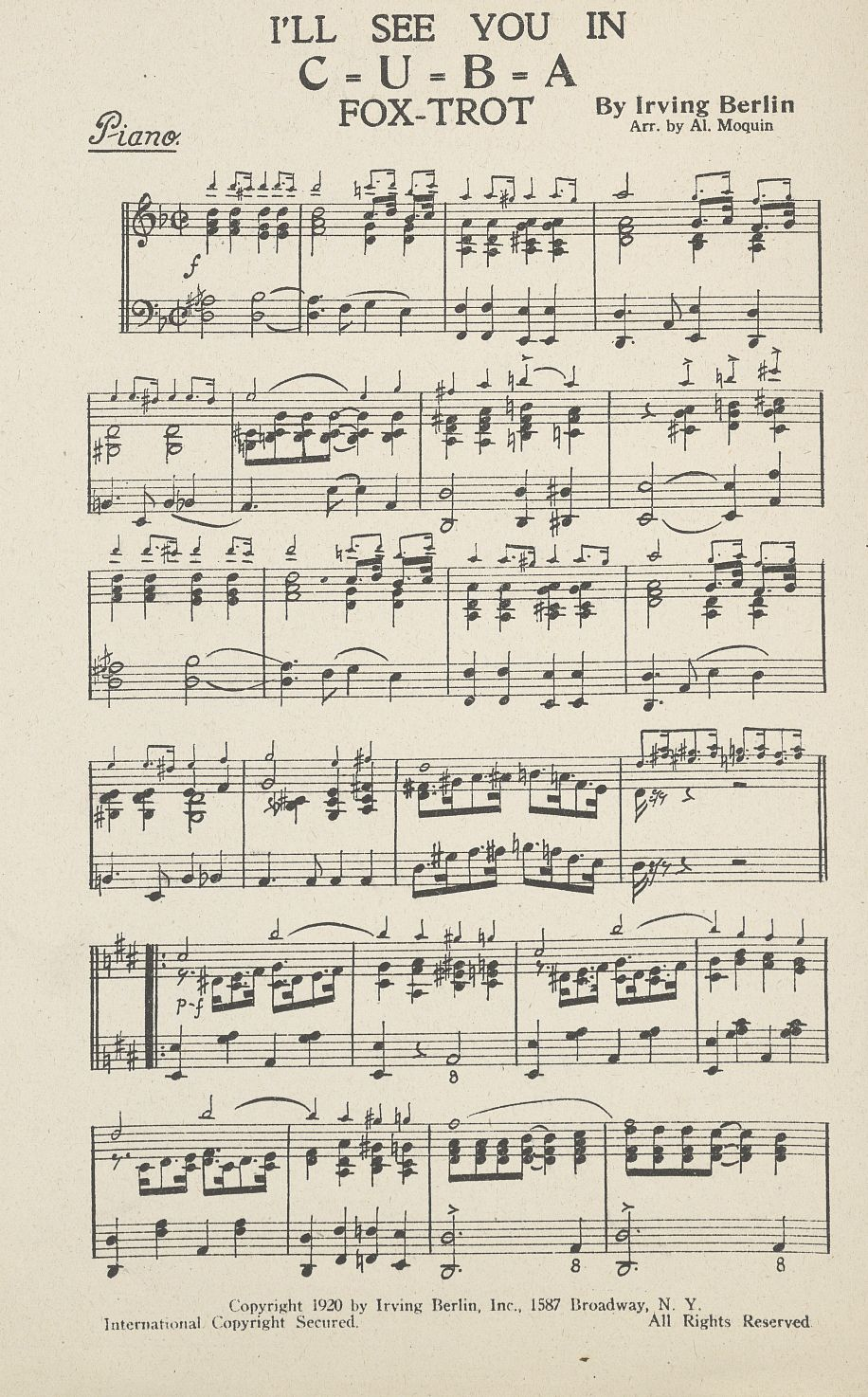
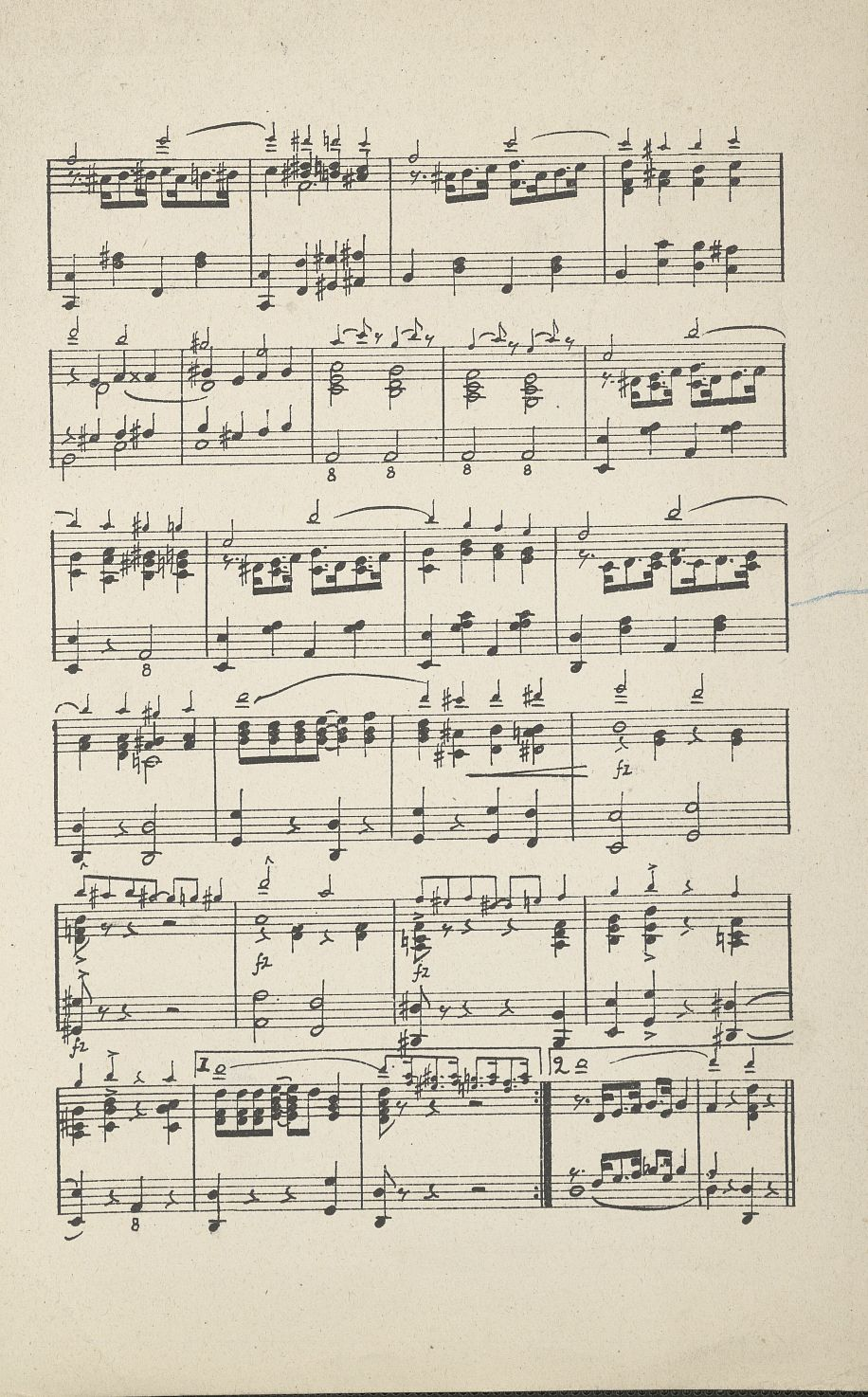